# Jacomina van den Berg
Jacomina "Mien" Elisabeth Sophia van den Berg (Haia, 28 de dezembro 1909 – Haia, 14 de novembro de 1996) foi uma ginasta neerlandesa, que conquistou uma medalha de ouro junto com a seleção neerlandesa nos Jogos Olímpicos de Verão de 1928, em Amesterdã.

## Carreira olímpica
Jacomina van den Berg integrou a seleção neerlandesa campeã olímpica por equipes femininas nos jogos Olímpicos de Verão de 1928, conquistando a medalha de ouro com 316,75 de pontuação total.